# Ali Kadhim
Ali Kadhim (en árabe: علي كاظم ناصر التميمي‎), Reino de Irak; 1 de enero de 1949 – Bagdad, Irak; 2 de enero de 2018) fue un futbolista y entrenador de Fútbol de Irak que jugaba en la posición de delantero. Es tío del también futbolista Ali Adnan Kadhim.

## Carrera

### Club
| Periodo   | Club                    |
| --------- | ----------------------- |
| 1968–1975 | Al-Naqil SC             |
| 1975–1982 | Al-Zawraa               |
| 1978      | → Al-Shorta SC (cedido) |

### Selección nacional
Jugó para Irak de 1969 a 1980 con la que anotó 35 goles en 88 partidos, incluyendo apariciones en la Copa Asiática de 1972 y 1976, los Juegos Asiáticos de 1974 y los Juegos Olímpicos de Moscú 1980.

### Entrenador
Fue entrenador del Al-Zawraa en 1991.

## Logros
- Primera División de Irak: 3

1975/76, 1976/77, 1978/79
- Copa de Irak: 4

1975/76, 1978/79, 1980/81, 1981/82
- Torneo Independiente de Bagdad: 1

1973

## Estadísticas

### Goles con la selección nacional
| No  | Fecha      | Sede                                 | Rival                  | Gol | Resultado | Torneo                                   |
| --- | ---------- | ------------------------------------ | ---------------------- | --- | --------- | ---------------------------------------- |
| 1.  | 28-1-1971  | Al-Shaab Stadium, Bagdad             | Kuwait                 | 2–0 | 2–0       | Amistoso                                 |
| 2.  | 13-12-1971 | Kuwait National Stadium, Kuwait City | Ceilán                 | 1–0 | 5–0       | 1972 AFC Asian Cup qualification         |
| 3.  | 13-12-1971 | Kuwait National Stadium, Kuwait City | Ceilán                 | 2–0 | 5–0       | 1972 AFC Asian Cup qualification         |
| 4.  | 13-12-1971 | Kuwait National Stadium, Kuwait City | Ceilán                 | 4–0 | 5–0       | 1972 AFC Asian Cup qualification         |
| 5.  | 15-12-1971 | Kuwait National Stadium, Kuwait City | Baréin                 | 1–0 | 1–0       | 1972 AFC Asian Cup qualification         |
| 6.  | 18-12-1971 | Kuwait National Stadium, Kuwait City | Jordania               | 2–0 | 2–0       | 1972 AFC Asian Cup qualification         |
| 7.  | 22-12-1971 | Kuwait National Stadium, Kuwait City | Líbano                 | 1–0 | 4–1       | 1972 AFC Asian Cup qualification         |
| 8.  | 22-12-1971 | Kuwait National Stadium, Kuwait City | Líbano                 | 2–0 | 4–1       | 1972 AFC Asian Cup qualification         |
| 9.  | 5-1-1972   | Al-Shaab Stadium, Bagdad             | Libia                  | 1–0 | 3–0       | 1972 Palestine Cup                       |
| 10. | 5-1-1972   | Al-Shaab Stadium, Bagdad             | Libia                  | 2–0 | 3–0       | 1972 Palestine Cup                       |
| 11. | 7-1-1972   | Al-Shaab Stadium, Bagdad             | Kuwait                 | 2–1 | 3–1       | 1972 Palestine Cup                       |
| 12. | 12-1-1972  | Al-Shaab Stadium, Bagdad             | Argelia                | 2–0 | 3–1       | 1972 Palestine Cup                       |
| 13. | 16-3-1973  | Sydney Sports Ground, Sídney         | Indonesia              | 1–0 | 1–1       | 1974 FIFA World Cup qualification        |
| 14. | 24-3-1973  | Sydney Sports Ground, Sídney         | Nueva Zelanda          | 3–0 | 4–0       | 1974 FIFA World Cup qualification        |
| 15. | 3-9-1974   | Amjadieh Stadium, Tehran             | India                  | 3–0 | 3–0       | 1974 Asian Games                         |
| 16. | 9-1-1975   | Al-Shaab Stadium, Bagdad             | 1972                   | 1–0 | 3–1       | Amistoso                                 |
| 17. | 9-1-1975   | Al-Shaab Stadium, Bagdad             | 1972                   | 3–1 | 3–1       | Amistoso                                 |
| 18. | 20-8-1975  | Aryamehr Stadium, Tehran             | Kuwait                 | 1–0 | 2–1       | 1976 Olympics qualifiers                 |
| 19. | 20-8-1975  | Aryamehr Stadium, Tehran             | Kuwait                 | 2–1 | 2–1       | 1976 Olympics qualifiers                 |
| 20. | 26-8-1975  | Aryamehr Stadium, Tehran             | Baréin                 | 1–0 | 4–0       | 1976 Olympics qualifiers                 |
| 21. | 26-8-1975  | Aryamehr Stadium, Tehran             | Baréin                 | 2–0 | 4–0       | 1976 Olympics qualifiers                 |
| 22. | 26-8-1975  | Aryamehr Stadium, Tehran             | Baréin                 | 3–0 | 4–0       | 1976 Olympics qualifiers                 |
| 23. | 26-8-1975  | Aryamehr Stadium, Tehran             | Baréin                 | 4–0 | 4–0       | 1976 Olympics qualifiers                 |
| 24. | 23-11-1975 | Al-Shaab Stadium, Bagdad             | Afganistán             | 3–1 | 3–1       | Clasificación para la Copa Asiática 1976 |
| 25. | 26-12-1975 | Stade El Menzah, Tunis               | Siria                  | 1–0 | 4–0       | 1975 Palestine Cup                       |
| 26. | 26-12-1975 | Stade El Menzah, Tunis               | Siria                  | 2–0 | 4–0       | 1975 Palestine Cup                       |
| 27. | 27-3-1976  | Grand Hamad Stadium, Doha            | Omán                   | 2–0 | 4–0       | 4th Arabian Gulf Cup                     |
| 28. | 27-3-1976  | Grand Hamad Stadium, Doha            | Omán                   | 4–0 | 4–0       | 4th Arabian Gulf Cup                     |
| 29. | 29-3-1976  | Grand Hamad Stadium, Doha            | Baréin                 | 4–1 | 4–1       | 4th Arabian Gulf Cup                     |
| 30. | 1-4-1976   | Grand Hamad Stadium, Doha            | Arabia Saudita         | 4–1 | 7–1       | 4th Arabian Gulf Cup                     |
| 31. | 1-4-1976   | Grand Hamad Stadium, Doha            | Arabia Saudita         | 5–1 | 7–1       | 4th Arabian Gulf Cup                     |
| 32. | 1-4-1976   | Grand Hamad Stadium, Doha            | Arabia Saudita         | 6–1 | 7–1       | 4th Arabian Gulf Cup                     |
| 33. | 6-4-1976   | Grand Hamad Stadium, Doha            | Emiratos Árabes Unidos | 2–0 | 4–0       | 4th Arabian Gulf Cup                     |
| 34. | 8-4-1976   | Grand Hamad Stadium, Doha            | Kuwait                 | 2–0 | 2–2       | 4th Arabian Gulf Cup                     |
| 35. | 27-11-1977 | Al-Shaab Stadium, Bagdad             | Marruecos              | 1–0 | 3–0       | Amistoso                                 |